# Der gestiefelte Kater (Tieck)

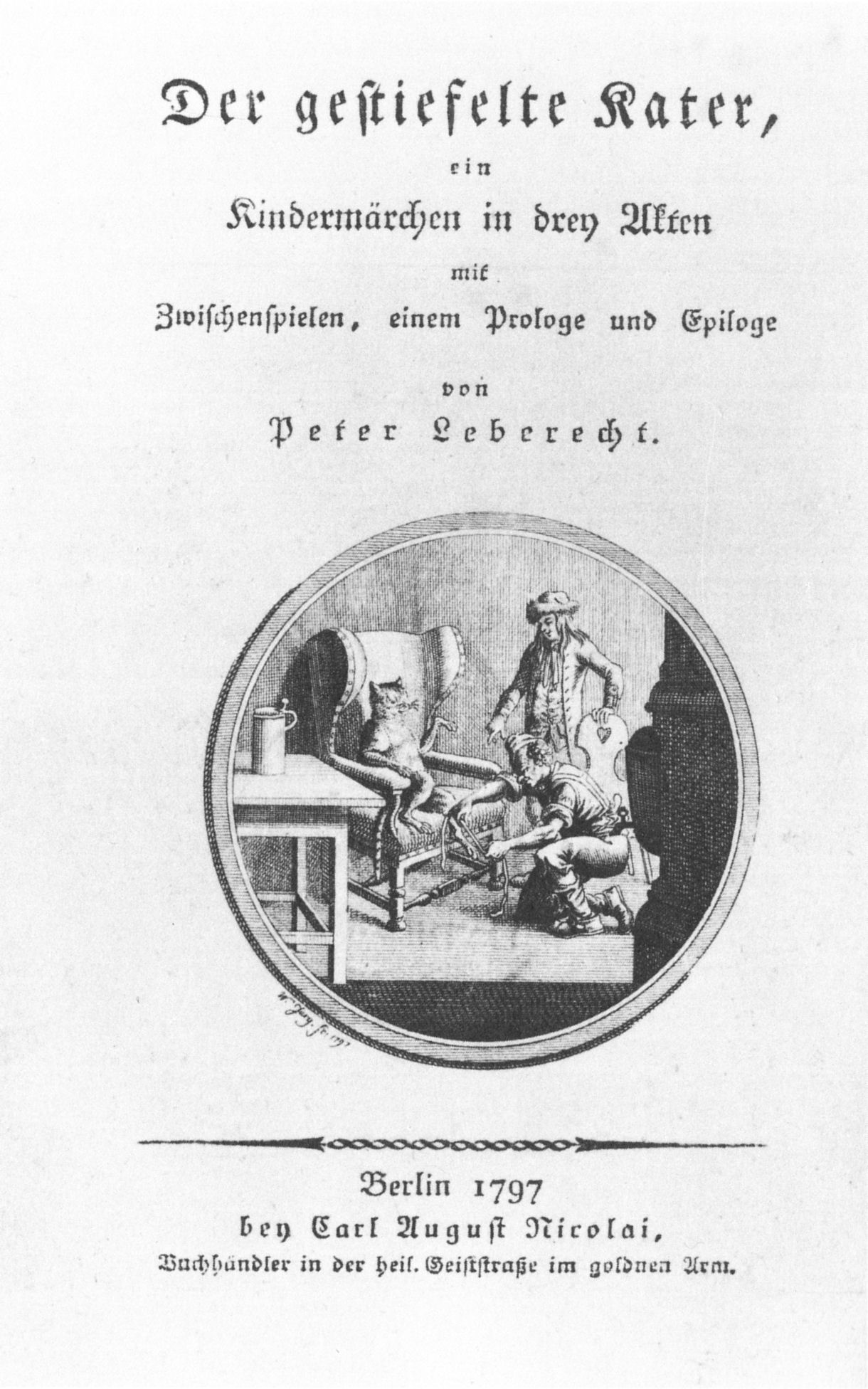
Titelblatt der Erstausgabe von 1797.

Der gestiefelte Kater ist eine Komödie von Ludwig Tieck, die dieser 1797 in den Volksmärchen zusammen mit Der blonde Eckbert und Ritter Blaubart veröffentlichte. 1811 erschien eine zweite, überarbeitete Version. Die Uraufführung erfolgte erst am 20. April 1844 in Berlin.

## Inhalt

### Prolog
Der Prolog spielt sich zunächst im Parterre des Theaters ab. Die sich selbst als „aufgeklärt“ bezeichnenden Zuschauer stehen dem bevorstehenden Stück mehrheitlich verwirrt und ablehnend gegenüber. Das engstirnige, banausische, aber auch schlecht auf die Vorstellung vorbereitete Publikum fühlt sich dem verpflichtet, was es für guten Geschmack hält, und beginnt deswegen zu pochen, um zu zeigen, dass es ein Kindermärchen, in dem ein Kater vorkommt (was die Zuschauer offenbar vor der Vorstellung nicht wussten), nicht akzeptiert. Um die Zuschauer zu beruhigen, erscheint der Dichter auf der Bühne. Es gelingt ihm durch seine höfliche Art, sich beim Publikum Gehör zu verschaffen und diesem deutlich zu machen, wie verzweifelt er aufgrund der Ablehnung, die sein Stück erfährt, ist. Die leicht beeinflussbaren Zuschauer sind davon gerührt und beginnen, dem Dichter zu applaudieren.

### Erster Akt

#### Szene „Kleine Bauernstube“
Die drei Söhne des verstorbenen Müllers teilen in der Bauernstube das Erbe unter sich auf. Gottlieb, der jüngste der drei Brüder, erhält dabei lediglich den Kater Hinze und ist angesichts seiner Situation verzweifelt. Das Publikum zeigt sich zufrieden, da es in der Szene den Beginn eines Familiengemäldes, einer um 1800 populären dramatischen Gattung, sieht.
Als Hinze aber anfängt zu sprechen, wundert sich Gottlieb über den sprechenden Kater. Sogleich machen sich im Publikum Aufregung über die „unvernünftige Illusion“ und Verwirrung breit. Der sprechende Kater wirkt clever und intelligent und gibt sich sehr um Gottlieb besorgt. Gottlieb und Hinze schließen Freundschaft, woraufhin Hinze den Willen äußert, dem unbeholfenen Gottlieb aus seiner Misere zu helfen, wenn dieser ihm ein Paar Stiefel anfertigen lasse. Um Hinzes Bitte nachzukommen, bittet Gottlieb den vorbeigehenden Schuhmacher herein, der, wie nach ihm alle Charaktere der Bühnenhandlung, nicht über Hinze erstaunt ist.
Beim Szenenwechsel wird deutlich, dass die Zuschauer das Stück doch ernst nehmen und infolgedessen wegen der ihrer Ansicht nach unsinnig gestalteten Szene enttäuscht sind.

#### Szene „Saal im königlichen Palast“
Der König spricht mit der Prinzessin als ein Vater, der sich besorgt um das Wohl und die Zukunft seiner Tochter zeigt. Er warnt sie davor, eine unglückliche Ehe einzugehen. Das Publikum reagiert hier trotz fehlenden Bezugs zur Märchenhandlung begeistert.
Im darauffolgenden Gespräch zwischen der Prinzessin und dem Hofgelehrten Leander ist bei der Prinzessin vor allem der Widerspruch zwischen ihrer Begeisterung für das Intellektuelle und ihren mangelnden sprachlichen Fähigkeiten auffällig.
Nach diesem Gespräch hat der Prinz Nathanael von Malsinki eine Audienz im königlichen Saal. Er ist aus einem weit entfernten Land angereist und will um die Hand der Prinzessin anhalten. Da Nathanael nicht weiß, ob sein Land mit dem des Königs benachbart ist, äußert der König seine Bereitschaft, dazwischenliegende Länder anzugreifen, da er sowieso an deren Rosinen interessiert sei. Der König wird damit als Willkürherrscher dargestellt, was mit seinem vorher präsentierten Charakter schwer vereinbar ist. Weiterhin wundert er sich darüber, dass Nathanael seine Sprache spricht. Dieser fordert ihn auf, das Publikum nicht darauf hinzuweisen.
Das Publikum ist über diese Regelverletzung (im Märchen gibt es gar kein Publikum, und in fiktionalen Werken ist es üblich, dass alle Mitspielenden fließend Deutsch können), also über die aus seiner Sicht widersprüchliche und unnatürliche Szene empört.

#### Szene „Vor einem Wirtshause“
Der Wirt spricht mit seinen Gästen. Sein Wirtshaus steht auf dem Land des Popanzes, der als ungnädiger Herrscher beschrieben wird, der die Fähigkeit besitzt, sich in Tiere verwandeln zu können. Das Wirtshaus lebt von seiner Lage direkt an der Grenze zum Land des Königs, so dass oft Deserteure von dort kommen.
Als Nächstes treten ein Deserteur und seine Verfolger auf. Froh darüber, dass die Verfolgung nun zu Ende ist, trinken die drei noch zusammen ein Bier und verschwinden wieder.

### Zwischenakt
Nachdem der Vorhang gefallen ist, diskutieren die Zuschauer über das Stück. Fischer und Leutner sind mit der letzten Szene wegen ihrer vermeintlichen Funktionslosigkeit unzufrieden. Sie fordern einen festen Standpunkt. Während Schlosser von dem Stück verwirrt ist, gefällt es Wiesener und seinem Nachbarn. Die beiden glauben, dass es eine Nachahmung der Zauberflöte sei. Ihnen scheint das Chaos, das im Gesamtstück zu herrschen scheint, gleichgültig zu sein.
Bötticher gefallen die Details der Figur des Katers, die er umfangreich beschreibt, wobei er den Rest der Dramenhandlung völlig aus den Augen verliert.

### Zweiter Akt

#### Szene „Bauernstube“
Hinze erklärt Gottlieb, dass er noch ein wenig Geduld haben müsse, um glücklich zu werden, und geht nach dem Essen auf die Jagd.

#### Szene „Freies Feld“
Hinze hört eine Nachtigall und bekommt Lust, sie zu fressen. Als Reaktion auf diese Regression ins Tierische trommelt das Publikum laut und ist unzufrieden.
Danach erscheint ein Liebespaar. Die beiden Verliebten äußern in einer schwärmerischen, poetischen Sprache ihre Empfindungen. Als das Liebespaar wieder geht, applaudiert das Publikum der Szene, obwohl sie keinen Bezug zur Märchenhandlung hat.
Hinze fängt nun ein Kaninchen. Er hat große Lust, das Kaninchen zu fressen, kann sich aber kontrollieren. In einem kurzen Monolog legt er sein Pflichtbewusstsein dar, der beim Publikum einen tosenden Applaus hervor ruft.

#### Szene „Große Audienz“
Der König droht (obwohl er es bereits ist) damit, ein Tyrann zu werden, falls der einseitige Speiseplan seines Kochs beibehalten wird. Außerdem kritisiert er die Entscheidung seiner Tochter, die Nathanael nicht heiraten möchte, weil sie ihn nicht liebt.
In diesem Augenblick tritt Hinze auf und überreicht dem König das Kaninchen als Geschenk des „Grafen von Carabas“. Der König ist davon so begeistert, dass er das Geschenk als Ereignis der Weltgeschichte von seinem Historiographen festhalten lässt. Das Publikum lehnt die Szene ab.

#### Szene „Königlicher Speisesaal“
Hinze führt mit dem Hofnarren Hanswurst ein Tischgespräch. Dabei beklagt Hanswurst den fehlenden Humor in seiner Heimat Deutschland.
Am anderen Tisch ist der König von den großen Zahlen, die Leander nennt, um die Größe des Universums zu beschreiben, beeindruckt. Besonders deutlich wird in der Szene außerdem die Rivalität zwischen Leander und Hanswurst. Der König sieht keinen Unterschied zwischen dem Hofgelehrten und dem Narren, da beide seiner Unterhaltung dienen.
Schließlich bekommt der König einen „Zufall“. Um ihn zu beruhigen, wird der Besänftiger gerufen, der auf dem Glockenspiel musiziert. Daraufhin pocht und pfeift das Publikum mit Ausnahme von Wiesener und seinem Nachbarn. Nachdem der Besänftiger mit seiner Musik auch die Zuschauer beruhigt hat, erscheinen Tiere und tanzen mit den Schauspielern zusammen zu den Klängen des Glockenspiels, wozu das Publikum den Takt schlägt. Die Szene und der dazugehörige Text sind ein Zitat aus dem ersten Akt der Zauberflöte, wobei der Besänftiger die Rolle von Papageno übernimmt. Am Ende der Szene fällt der Vorhang unter dem begeisterten Applaus der Zuschauer.

### Zwischenakt
Das Publikum freut sich über die letzte Szene. Bötticher verliert sich erneut in der Beschreibung der Feinheiten des Katers. Außerdem prahlt er damit, ein „Kenner“ zu sein und erhebt sich damit über die übrigen Zuschauer. Dabei treten bei den anderen Zuschauern erste Anzeichen der Abneigung gegenüber Bötticher auf.

### Dritter Akt

#### Szene „Bauernstube“
Der Vorhang wird zu früh aufgezogen. Die Folge ist, dass ein Regiegespräch zwischen dem Maschinisten und dem Dichter für totale Verwirrung im Publikum sorgt. Um den Zwischenfall zu entschuldigen, tritt Hanswurst auf, wobei er die Zuschauer gegen den Dichter aufhetzt. Nun erscheint auch der Dichter wieder und versucht, das Publikum für sich zu gewinnen, indem er seine Absicht erklärt, nämlich die Zuschauer auf noch ausschweifendern Geburten der Phantasie vorzubereiten.
Nach dieser „Panne“ beginnt der eigentliche dritte Akt. Hinze verspricht Gottlieb, dass dieser noch an diesem Tag Herrscher wird. An dieser Stelle „fällt“ der fiktive Darsteller Gottliebs „aus seiner Rolle“ (ein scheinbares Extempore), indem er Hinze darauf hinweist, dass die Vorstellung um acht Uhr bereits zu Ende ist. Beim Publikum sorgt dies verständlicherweise für Verwirrung.
Wiesener glaubt, dass man am Ende des Stückes die Dekoration mit dem Feuer und dem Wasser aus der Zauberflöte sehen werde.
Bötticher wird am Ende der Szene aufgrund einer seiner Zwischenbemerkungen von den anderen Zuschauern aus dem Theater gejagt.

#### Szene „Freies Feld“
Hinze ist zu einem routinierten Jäger geworden. Nun muss er sich deshalb im Gegensatz zur ersten Szene „Freies Feld“ nicht mehr kontrollieren, um seine Beute nicht selbst zu fressen.
Das Liebespaar erscheint wieder, ist aber diesmal ganz zerstritten, und verschwindet wieder mit dem Vorsatz, sich scheiden zu lassen.

#### Szene „Saal im Palast“
Im Palast findet eine Diskussion zwischen Leander und Hanswurst über den literarischen Wert des Stückes „Der gestiefelte Kater“ statt, wobei Leander behauptet, das Publikum sei „gut gezeichnet“. Diese Aussage verstehen die Zuschauer nicht; sie sind der Meinung, dass kein Publikum in dem Stück vorkomme. Als Hinze in den Palast eintritt, hilft er versehentlich Hanswurst, der das Stück für schlecht hält, die Diskussion zu gewinnen, was ihn melancholisch werden lässt.
Der König, dem Hinze bereits oft im Namen des „Grafen von Carabas“ seine Beute überreicht hat, beschließt, diesen zu besuchen. Hinze eilt der königlichen Kutsche voraus.

#### Szene „Vor einem Wirtshause“
Hinze läuft zu Gottlieb, bringt ihn zum Palast des Popanzes und eilt dann zum Wirtshaus (das also in dem Stück doch eine Rolle spielt). Dort bringt er den Wirt dazu, dem König zu sagen, dass die Dörfer dem „Grafen von Carabas“ gehören. Da der König dem Wirt für seine Auskunft nichts gibt, klagt er über die Verkommenheit der Könige.

#### Szene „Eine andere Gegend“
Kunz klagt über die Tyrannei des Popanzes. Als Hinze am Feld vorbeigeht, überzeugt er Kunz davon, dem König zu sagen, dass die Felder dem „Grafen von Carabas“ gehören. Der König und seine Tochter kommen in die Gegend. Es stellt sich heraus, dass beide kein Getreide kennen. Dabei amüsiert sich der König so sehr, dass er Kunz, anders als dem Wirt in der vorherigen Szene, ein Goldstück gibt.

#### Szene „Gegend an einem Fluss“
Hinze kommt zum Fluss, wo er Gottlieb antrifft, den er ohne Kleider im Fluss baden lässt, um ihn in die Gesellschaft des Königs zu bringen, was auch gelingt, als die Kutsche vorbeifährt.

#### Szene „Palast des Popanzes“
Die Herrschaft des Popanzes ist tatsächlich tyrannisch und korrupt. Als Hinze den Palast betritt, überlistet er den Popanz, indem er ihn erst lobt und ihn dann auffrisst, nachdem er sich in eine Maus verwandelt hat. An dieser Stelle vermittelt die Szene, durch einen Ausruf Hinzes, den Eindruck eines Revolutionsstückes.
Der Großteil des Publikums ist deswegen mit der Szene unzufrieden und drückt dies durch lautes Pochen aus. Um die Zuschauer zu beruhigen, wird erneut der Besänftiger eingesetzt. Bei den Klängen seines Glockenspiels verwandelt sich die Kulisse in das Feuer und das Wasser aus der Zauberflöte. Wie in der Oper Die Zauberflöte geht Gottlieb durch Feuer und Wasser und wird so zum Herrscher. Er heiratet außerdem die Prinzessin, und Hinze wird vom König in den Adelsstand erhoben.
Das Stück schließt unter gewaltigem Pochen der Zuschauer.

### Epilog
Im Widerspruch dazu, dass dem Publikum das Stück nicht gefällt, applaudieren die Zuschauer, da ihnen die Dekoration der letzten Szene sehr gut gefallen hat. Der Dichter erscheint und macht die Zuschauer für das Scheitern des Stückes verantwortlich. Er wirft ihnen vor, das Stück für etwas Wichtigeres zu halten, als es sein sollte. Daraufhin jagen die Zuschauer den Dichter von der Bühne.

## Dramentechnik
In seinem Drama verzichtet Ludwig Tieck als einer der ersten Autoren im deutschsprachigen Raum auf den Versuch, seinem Publikum „vernünftige Illusionen“ zu liefern.
Im Illusionstheater gibt es eine einfache Trennung zwischen Fiktion und Realität: „Gespielt“ wird auf der Bühne, und alles, was dort geschieht, während der Vorhang offen steht, ist zuvor eingeübt worden. Das Publikum soll möglichst vergessen, dass das Geschehen auf der Bühne „nur ein Spiel“ ist. Im Parkett und auf den Rängen hingegen sitzen Zuschauer, die sich weitgehend ruhig und passiv-aufmerksam verhalten, gelegentlich aber auch spontan reagieren.
In der Komödie Der gestiefelte Kater hingegen geschieht „Merkwürdiges“:
- „Zuschauer“ geben während der Aufführung Kommentare zum Bühnengeschehen ab und sprechen „spontan“ mit Figuren auf der Bühne (vor allem mit Hanswurst).
- Die Figuren auf der Bühne „extemporieren“ des Öfteren.
- Bei geöffnetem Vorhang findet auf der Bühne ein „Regiegespräch“ statt.
- Die Handlung mündet zweimal in einen „Tumult“ ein.

Zu erklären sind diese „Merkwürdigkeiten“ dadurch, dass  in Tiecks Komödie statt einer Ebene der Fiktion gleich drei Ebenen existieren. Zusammen mit der Realität (der Aufführung im Jahr 20..) ergeben sich also vier Ebenen:
- Ebene 1: der reale Theaterabend (reales Publikum vs. reale Schauspieler + reales sonstiges Theaterpersonal).
- Ebene 2: der fiktive Theaterabend (die realen Schauspieler der Ebene 1 spielen das fiktive Publikum sowie das fiktive Personal auf der anderen Seite der Rampe; aus der Sicht des fiktiven Publikums beschränkt sich die Fiktion auf die fiktiven Schauspieler auf der Bühne und das fiktive Personal hinter der Bühne; sich selbst können die fiktiven Zuschauer auf Ebene 2 nicht als fiktive Gestalten erkennen, weil das nur auf Ebene 1 möglich wäre).
- Ebene 3: das Spiel auf der Bühne (die eigentliche Märchenhandlung, dargestellt von den fiktiven Schauspielern).
- Ebene 4: Kater Hinze spielt den „Jäger“, Gottlieb den „Grafen von Carabas“.

Verdeutlicht werden können die Unterschiede am Beispiel der Gestalt des Katers: Ein realer Schauspieler des Jahres 20.. (Ebene 1) wird im Prolog (Ebene 2) als „der große Schauspieler“ vorgestellt, (der Ähnlichkeiten mit Iffland aufweist und) der sich gerade auf seine Rolle auf Ebene 3 vorbereite, indem er in ein Katerkostüm klettere. Während der Spielhandlung auf der Bühne erzeugt der Kater (Ebene 3) dem Hofstaat des Königs gegenüber die Illusion, er sei ein Jäger in Diensten des „Grafen von Carabas“ (Ebene 4).
Der Eingriff der fiktiven Zuschauer in die Bühnenhandlung (das „Stück im Stück“), z. T. nach Art undisziplinierter Schüler (sie reden während der Aufführung auf der Bühne „spontan“ dazwischen), weist Parallelen zu Bertolt Brechts Technik der Verfremdung auf: Das „Natürliche soll auffällig gemacht werden“ (z. B. die Annahme, alle Menschen weltweit sprächen Deutsch, eine Annahme, die in fiktionalen Werken normalerweise nicht problematisiert wird). Auch häufen sich literaturkritische Bemerkungen über das „Stück im Stück“ (die fiktiven Zuschauer werden auch als „Kunstrichter“ bezeichnet).
Im Gegensatz zu Brechts Dramen steht bei Tieck allerdings nicht die Lehrfunktion im Vordergrund; seine Verstöße gegen die aristotelische Poetik sind „verspielt“. So löst eine Diskussion auf der Bühne zwischen Leander, dem Hofgelehrten, und Hanswurst über ein „jüngst erschienenes Stück“ namens „Der gestiefelte Kater“ nicht nur beim fiktiven Publikum Verwirrung aus.

## Romantische Ironie
Ludwig Tiecks Dramaturgie ist Ausdruck der Ironie-Konzeption der Romantik (Romantische Ironie). In der Komödie sind die verschiedensten Formen von Ironie zu finden:
- Hanswurst macht auf der Bühne derbe Späße.
- Doppelte Ironie liegt dann vor, wenn das Publikum glaubt, einen Scherz zu machen, das scheinbar ironisch Gemeinte aber wortwörtlich zutrifft (Beispiel: Verwirrt zu werden, das sei ja ein „toller Kunstgenuss“ – tatsächlich meinen die Zuschauer das Gegenteil). Dass ein Publikum einen Anspruch auf eine „vernünftige Illusion“ habe, würde Tieck bestreiten.
- Aussagen (v. a. des Publikums) werden ironisiert, indem sie anschließend mit der „Realität“ konfrontiert werden (Beispiel: Einer angeblich „realistischen“, in Wahrheit aber kitschigen Liebesszene folgt eine Szene, in der das Liebespaar als heillos zerstritten dargestellt wird; zugleich „echot“ der Kater in der zweiten Szene, indem er das Paar mit dessen Liebesworten aus der ersten Szene konfrontiert).
- Eine „superfeine“ Ironie, die nur Kenner als solche erkennen, wendet Tieck an, indem er den Zuschauern Namen gegeben hat, die allesamt von Berufsbezeichnungen für Handwerker abgeleitet sind („Handwerker“ heißt nämlich auf Griechisch „banausos“). Dadurch wird deutlich, was Tieck von der „Kennerschaft“ der „Kunstrichter“ hält. „Superfein“ ist auch die Ironie, die darin liegt, dass das fiktive Publikum glaubt, in dem Stück Der gestiefelte Kater gebe es gar kein Publikum.
- Schließlich veranschaulichen die beiden „Tumultszenen“, was Friedrich Schlegel in seiner Schrift „Über die Unverständlichkeit“ meint, wenn er von einer „wild gewordenen Ironie“ spricht. Angeblich „vergessen“ alle Schauspieler ihre Rollenaufträge; tatsächlich aber spielen sie die von Tieck vorgegebene Handlung weiter, und Hinze fällt nur aus der Rolle des Jägers, klettert aber „spontan“ nach Katzenart eine Säule hinauf.

Ein Problem, das Tiecks Dramaturgie mit sich bringt, ist, dass bei einer realen Aufführung seiner Komödie reale Zuschauer, die sich unzureichend auf die Aufführung vorbereitet haben, den Eindruck bekommen könnten, die „spontanen Störungen“ seitens des fiktiven Publikums, aber auch das vermeintliche Extempore und das „Aus-der-Rolle-Fallen“ der fiktiven Schauspieler auf der Bühne erfolgten wirklich spontan, obwohl diese Verhaltensweisen einstudiert worden sind. Die „wild gewordene Ironie“ könnte auf diese Weise zu Störungen auf Ebene 1 führen. So wendet sich Tiecks „subjektivistische“ Ironie letztlich gegen ihn selbst. Auf diese Weise ließe sich das Verhalten des realen Publikums während der Uraufführung im Jahr 1844 erklären.

## Bezug zu zeitgenössischer Literatur
Tieck verarbeitet in diesem Drama den Stoff des Märchens Le chat botté von Charles Perrault. Außerdem enthält das Stück eine Vielzahl von Anspielungen auf zur damaligen Zeit berühmte und populäre Werke. So werden zum Beispiel die Stücke von Iffland und Kotzebue, Mozarts Zauberflöte sowie Schillers Dramen Don Karlos und Die Räuber parodiert. Die Figur Bötticher ist eine Karikatur des Literaturkritikers Karl August Böttiger. Am Rande spielt Tieck auf die Französische Revolution und die Kleinstaaterei an, zudem baut er lokalen Klatsch mit in sein Stück ein.

## Mögliche Interpretationen
- Das Stück kann als Kritik an der zeitgenössischen Literatur aufgefasst werden. Tieck drückt in dem Stück seine Abneigung gegenüber den zu seiner Zeit erfolgreichen Autoren aus, die seiner Ansicht nach ästhetische Maßstäbe zugunsten der Anerkennung des Publikums aufgaben. Der gestiefelte Kater zeigt, dass Ludwig Tieck sich seine künstlerische Freiheit nicht durch die damals geltenden Literaturkonventionen einschränken lassen möchte.
- Andererseits enthält das Werk auch Kritik am Publikum, das als engstirnig, voreingenommen und phantasielos charakterisiert wird. Tieck erteilt deshalb den Erwartungen der Zuschauer, die „guten Geschmack“, Regeln, Natürlichkeit und Vernunft fordern, eine Absage. Sie erwarten ein Theaterstück und kein Spiel.[2] Tieck wendet sich nicht gegen die authentische Aufklärung, sondern gegen deren Banalisierung durch das deutsche Bildungsbürgertum.
- Schließlich könnte es Tiecks Absicht gewesen sein, seine eigene Genialität unter Beweis zu stellen, indem er (seinem fiktiven „Dichter“ vergleichbar), das Publikum mit Ausschweifungen konfrontiert, die ein durchschnittlich intelligenter oder „banausischer“ Mensch nur schwer nachvollziehen kann. Die Melancholie, die regelmäßig bei Leander, dem Hofgelehrten, aufkommt, wenn dieser sich nicht mit seinen Vorstellungen durchsetzen kann, obwohl er recht hat, ist zu einem großen Teil mit Tiecks eigener Haltung dem Dargestellten gegenüber vergleichbar (Reaktionen eines „verkannten Genies“).

Das Stück kann auch als Revolutionsstück aufgefasst werden, denn es gibt eine Szene, in der sich herausstellt, dass der König und die Prinzessin kein Getreide kennen. Man kann eine Parallele zu Marie Antoinette ziehen, die kurz vor der Französischen Revolution einmal gesagt haben soll: „Wenn die Leute kein Brot haben, warum essen sie denn keinen Kuchen?“ Zugleich erweist sich der König als infantiler Tyrann, der auf würdelose und tyrannische Weise mit den Insignien seiner Macht umgeht (er wirft im Zorn Leander das Zepter an den Kopf).
Gegen die These, Tieck habe mit seiner Komödie für eine Übertragung der Französischen Revolution nach Deutschland werben wollen, spricht, dass das philiströse fiktive Publikum als genauso tyrannisch wie der König dargestellt wird: Es ist wenig tolerant, launisch und wird zum Schluss handgreiflich, indem es völlig enthemmt Gegenstände auf die Bühne wirft, da sein „guter Geschmack“ nicht befriedigt worden sei.

## Wirkung auf das zeitgenössische Publikum
Zu Tiecks Zeit stieß das Stück größtenteils auf Ablehnung. Aus diesem Grund folgte die Uraufführung des gestiefelten Katers erst 1844, auf Veranlassung des damaligen Königs von Preußen Friedrich Wilhelm IV. auf der Berliner Hofbühne. Die Inszenierung wurde zu einem deutlichen Misserfolg. Über die realen Zuschauer dieser Uraufführung schrieb Tieck später, dass sie ähnlich wie das fiktive Publikum im Stück auf die Darbietung reagiert hätten.
Bei der Mehrzahl der Zuschauer dürfte der Grund hierfür darin gelegen haben, dass sie den Sinn von Tiecks „Ausschweifungen“ und „Spielereien“ nicht verstanden, zumindest aber kein Verständnis dafür gehabt haben. Die Minderheit, die intelligent genug war, um zu verstehen, dass mit dem Hinweis auf das „gut gezeichnete Publikum“ gemeint ist: „Auch ihr Zuschauer seid in gewisser Weise bloß Schauspieler, also nicht autonome Personen!“ dürfte sich genau über diese Provokation empört haben.

## Hörspiel
Der NWDR Berlin brachte am 23. September 1949 unter der Regie von Robert Adolf Stemmle eine 105-minütige Hörspielfassung heraus. Die Rollen sprachen:
- Aribert Wäscher: Der König
- Gerda Zinn: Die Prinzessin
- Kurt Waitzmann: Nathanael
- Alfred Balthoff: Leander
- Franz-Otto Krüger: Hanswurst
- Walter Werner: Historiograph
- Hans Hessling: Der Besänftiger
- Paul Edwin Roth: Gottlieb
- Bruni Löbel: Hinze
- Bernhard Goetzke: Michel
- Paul Bildt: Popanz
- Ivo Veit: Amtmann
- Walter Bluhm: Der Schuhmacher
- Joachim Teege: Der Dichter
- Franz Wilhelm Schröder-Schrom: Müller
- Erwin Biegel: Der Souffleur
- Gerhard Bienert: Der Soldat
- Karl Vibach: Er
- Charlotte Radspieler: Sie
- Klaus Herm: Lampenputzer
- Werner Oehlschläger: Nachbar
- und andere

## Verarbeitung im gleichnamigen Bilderbuch
Der Autor Bruno Blume stellte das Drama zusammen mit der Illustratorin Jacky Gleich in dem Bilderbuch Der gestiefelte Kater nach Ludwig Tieck auf einem für Kinder verständlichen Niveau dar.